# Stephanolepis hispidus
Stephanolepis hispidus es una especie de peces de la familia Monacanthidae en el orden de los Tetraodontiformes.

## Morfología
Los machos pueden llegar alcanzar los 27,5 cm de longitud total.

## Alimentación
Los ejemplares adultos comen invertebrados  bentónicos.

## Depredadores
Es depredado por Coryphaena hippurus.

## Hábitat
Es un pez de mar de clima subtropical y asociado a los  arrecifes de coral que vive entre 0-293 m de profundidad.

## Distribución geográfica
Se encuentra en el Atlántico occidental (desde Nueva Escocia - Canadá -, Bermuda y el norte del Golfo de México hasta el  Uruguay).

## Galería de imágenes

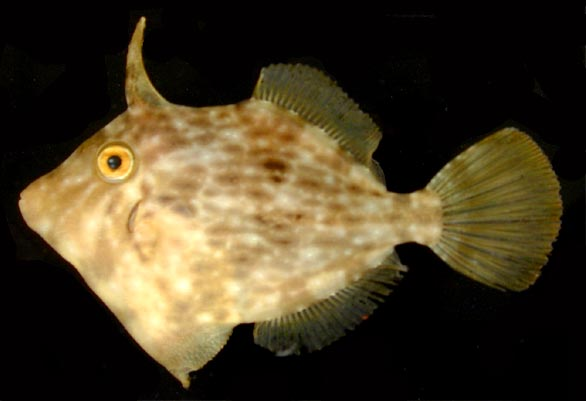
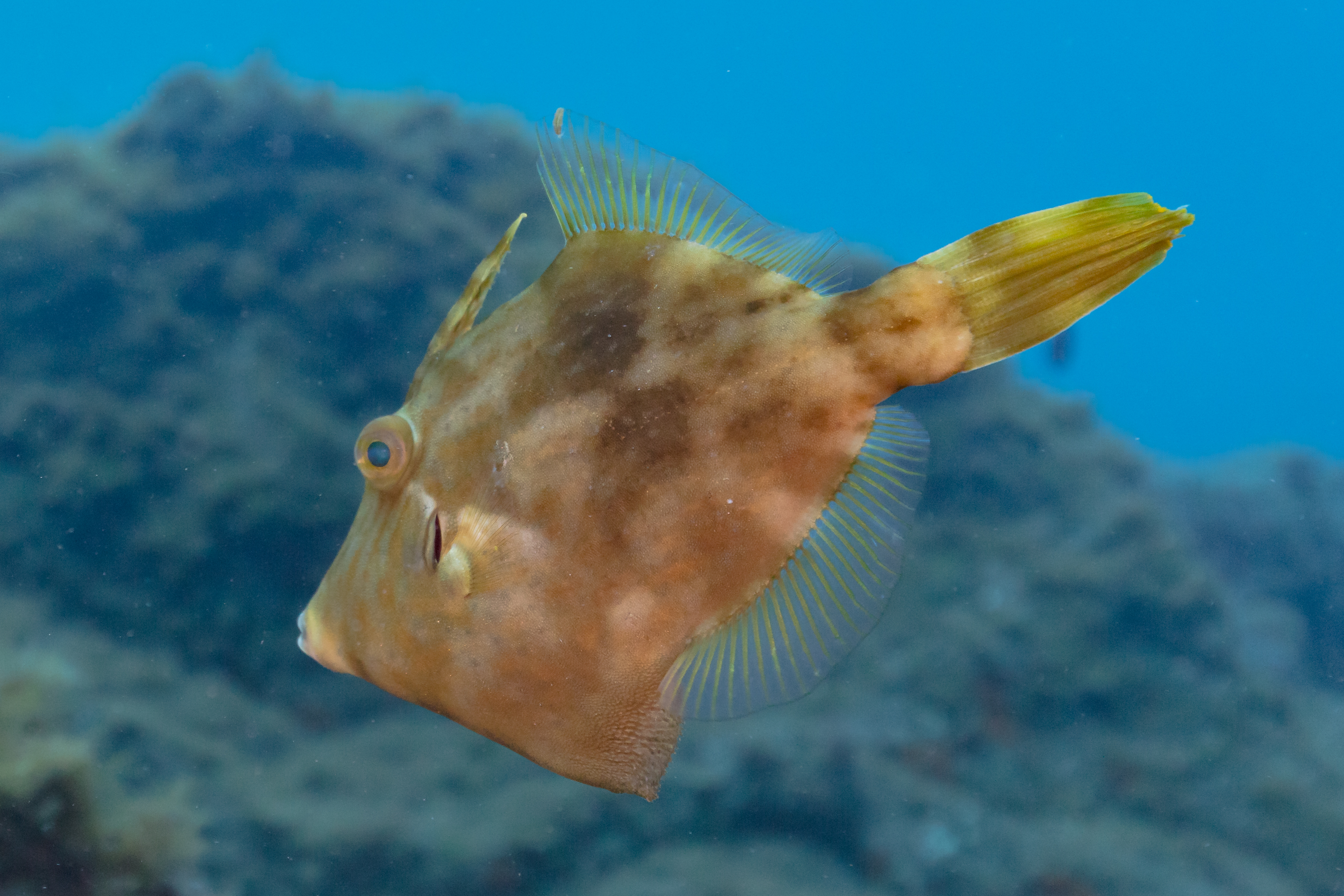
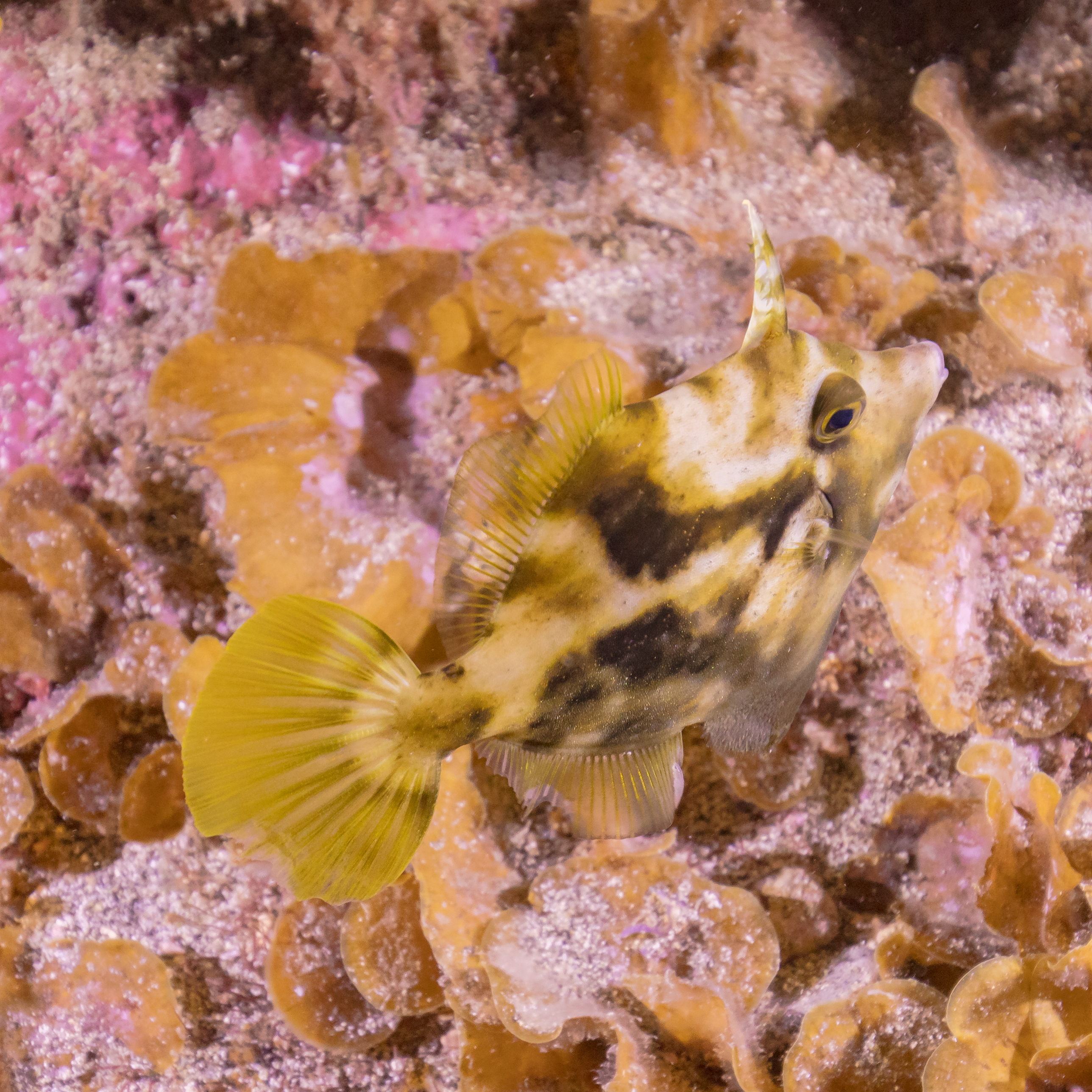
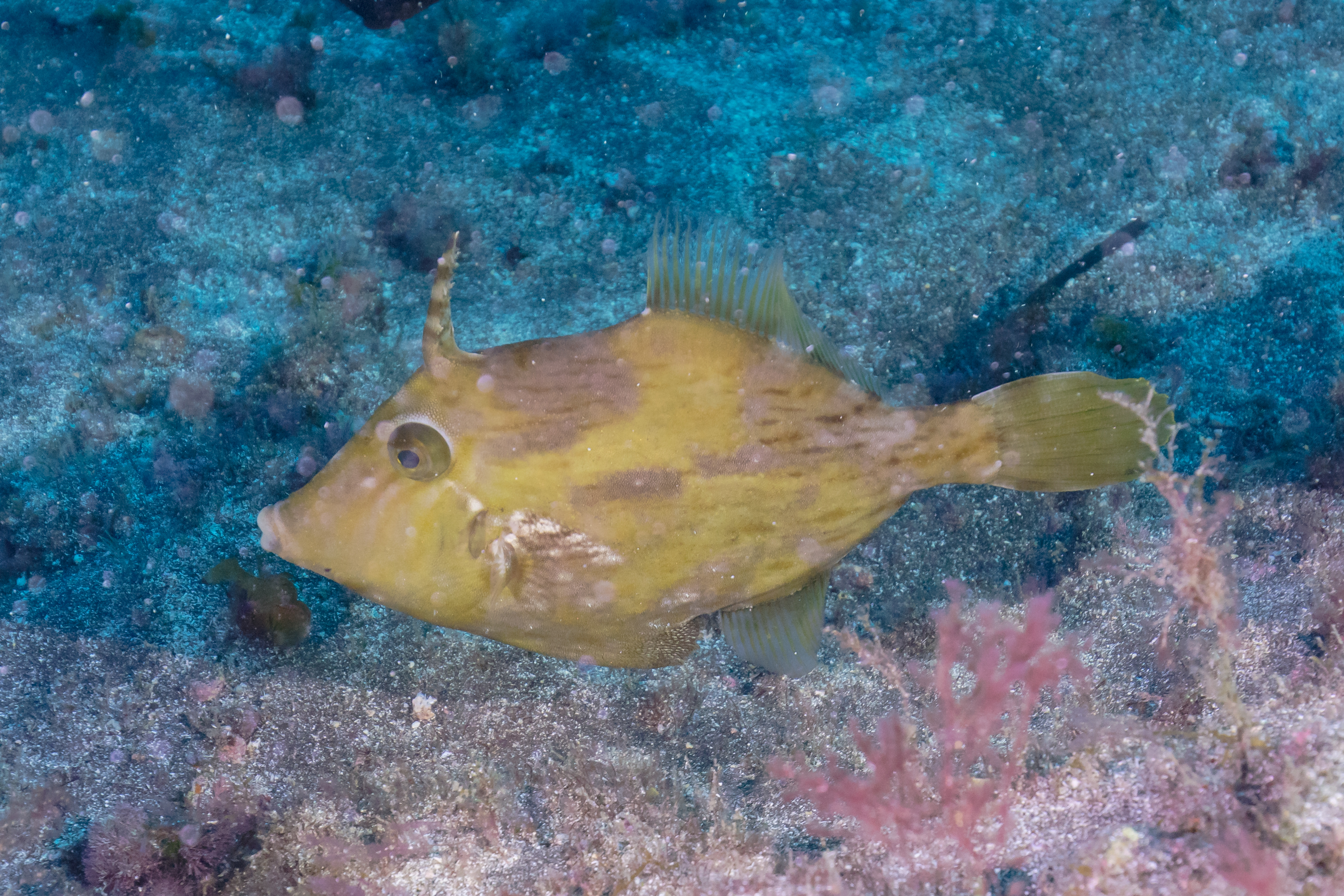
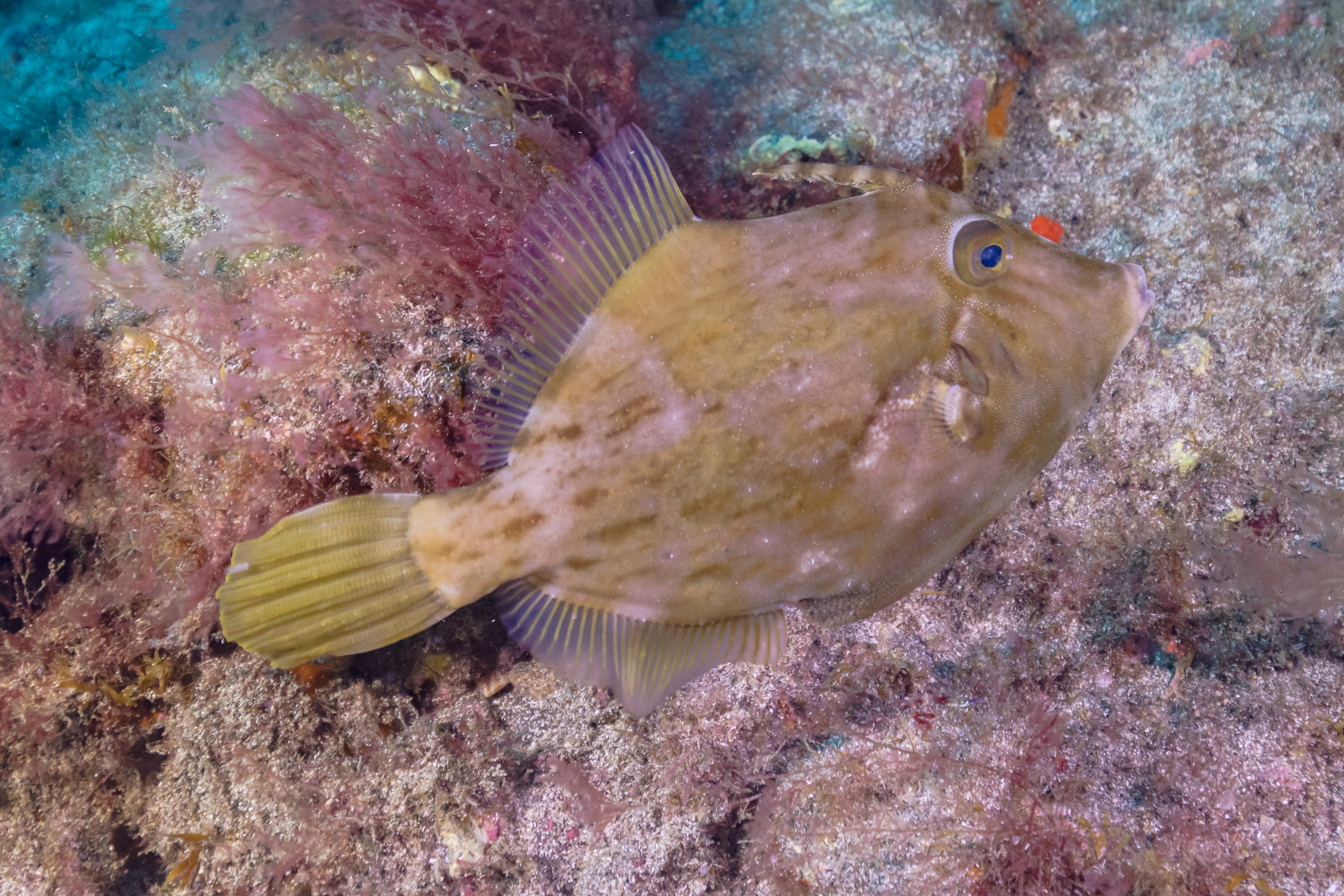
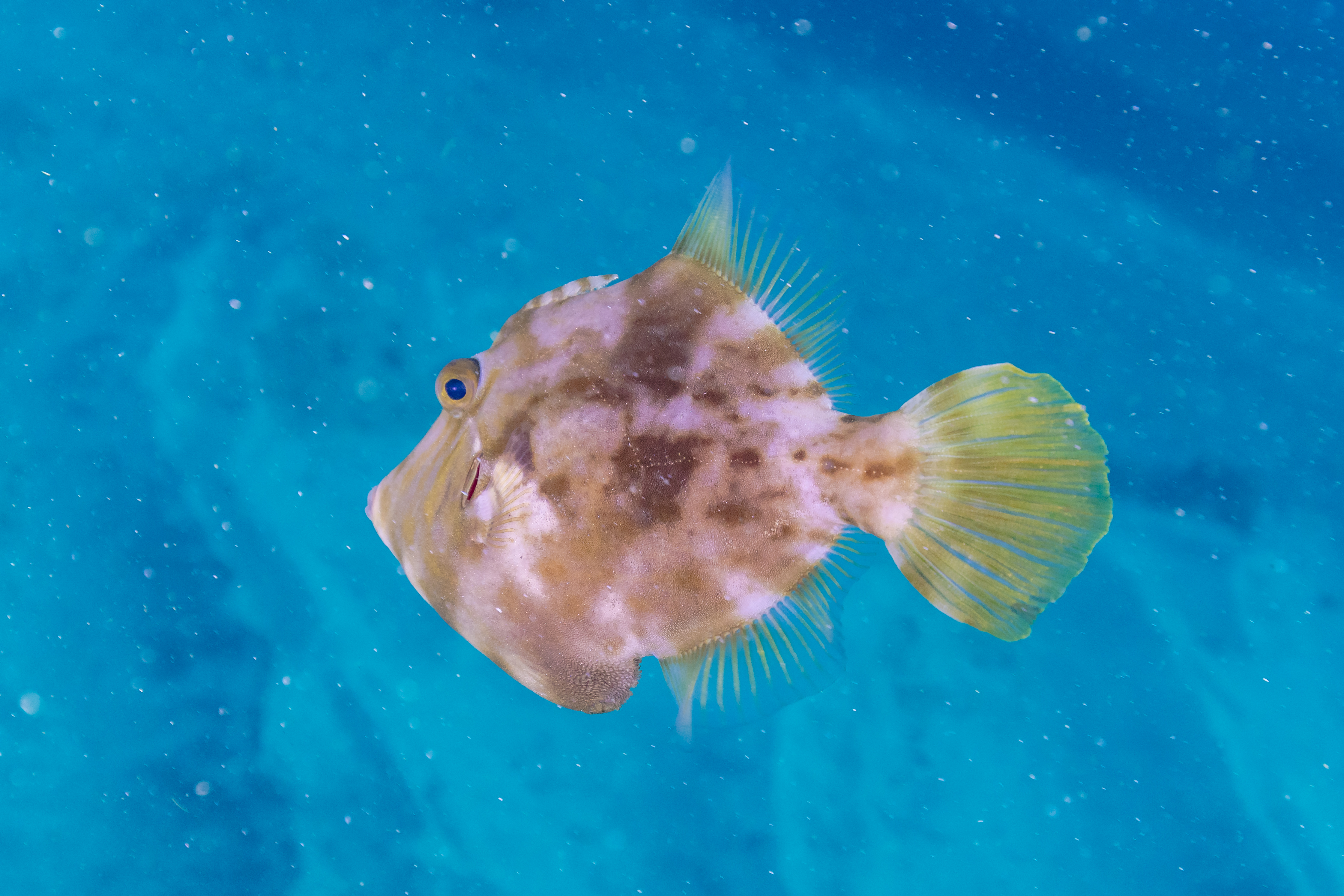

## Observaciones
Es inofensivo para los humanos.